# 佐呂間町ふれあいバス
佐呂間町ふれあいバス（さろまちょうふれあいバス）とは、北海道オホーツク総合振興局管内の常呂郡佐呂間町が運営するスクールバス（町内路線）およびコミュニティバス（町外路線）である。
佐呂間町ふれあいバス運行開始まで廃止代替バスとして運行されていた佐呂間町営バスなど、民間事業者を含む佐呂間町におけるバス路線の概要についても当記事で述べる。

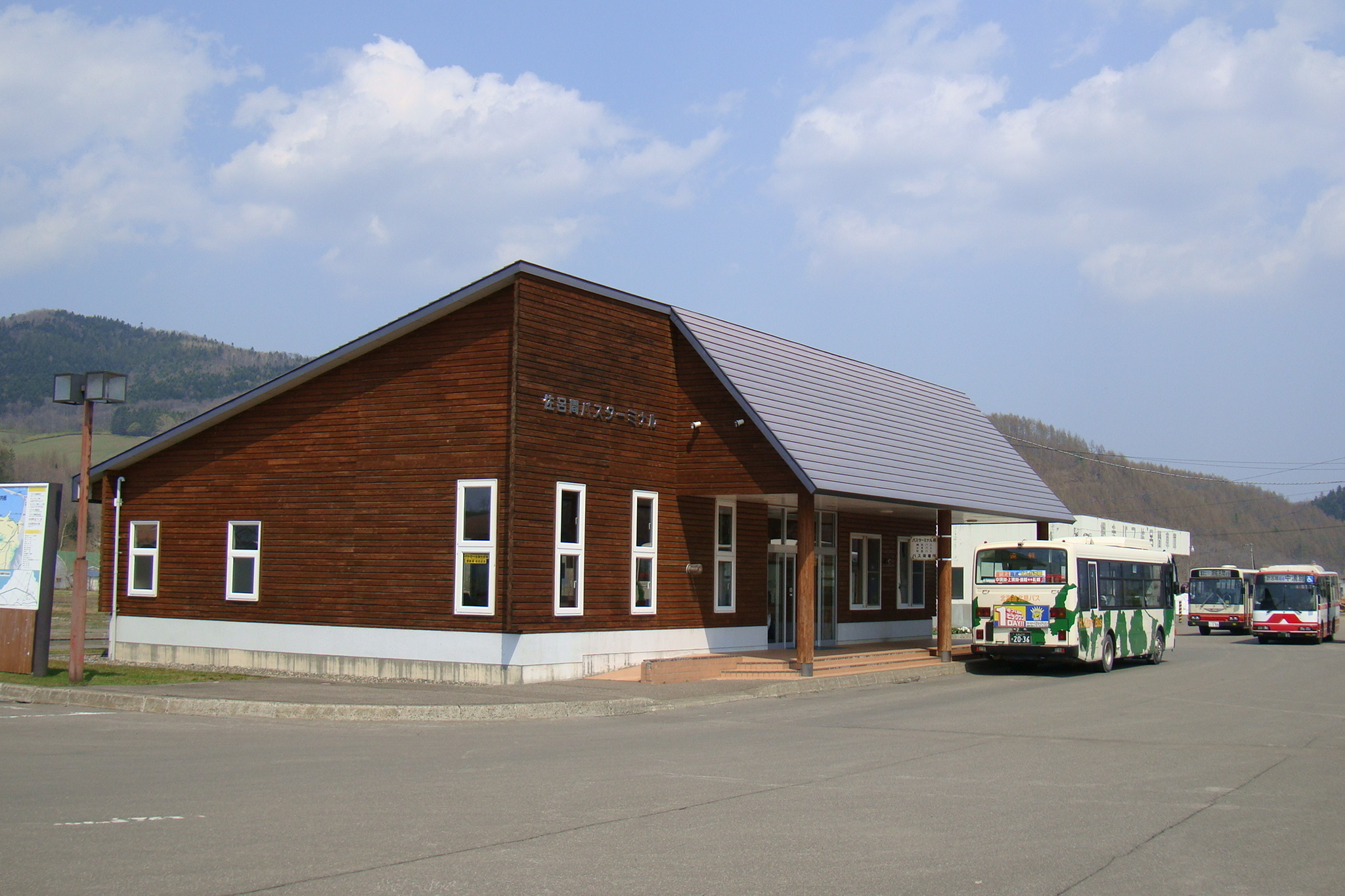
佐呂間バスターミナルに集まる（右より）網走バス、佐呂間町営バス、北海道北見バス

## 概要
1948年（昭和23年）4月から1956年（昭和31年）9月まで、現在の若佐地域は若佐村として佐呂間村・町とは別であったが、ここでは一括して記述する。

### 町営バス具体化までの佐呂間のバス
戦前は現在の北海道北見バス遠軽営業所の前身となる遠軽乗合自動車合資会社、さらなる前身会社である生田原自動車合資会社および遠佐自動車合資会社によって佐呂間 - 遠軽・安国、佐呂間 - 常呂などが運行された。戦時下にこれらの会社が北見乗合自動車株式会社（現在の北海道北見バス）に統合された 直後の1943年（昭和18年）5月28日に佐呂間営業所が設置されたが、物資不足などの影響によって遠軽と常呂へ辛うじて運行できた状況であった。
戦後、各種統制が解除されるに連れて路線拡大の機運が高まり、運行が継続されていた北見バス遠佐線（佐呂間 - 遠軽）と佐常線（佐呂間 - 常呂）に加え、
- 1949年（昭和24年）7月7日 北見バス富武士線（佐呂間 - 富武士）[注 1]
- 1952年（昭和27年）
  - 北見バス佐呂間線（佐呂間 - 留辺蘂）開設による北見 - 留辺蘂 - 佐呂間 - 常呂 - 北見間循環線
  - 湧別町営バス若佐線（湧別 - 計呂地 - 若佐）[注 2]
- 1953年（昭和28年）9月4日 北見バス栃木線（若佐 - 栃木）[注 3]
- 1960年（昭和35年）3月19日 北見バス幌岩線（佐呂間 - 富武士 - 浜佐呂間）[注 4]
- 1962年（昭和37年）6月2日 北見バス若佐線（若佐 - 7号線）[注 5]
- 1963年（昭和38年）5月8日 北見バスサロマ湖観光線（計呂地 - 富武士 - 浜佐呂間 - 栄浦 - 常呂）[注 6]

と、運行網の充実をみた。
しかし、1960年（昭和35年）頃から過疎化やモータリゼーション化が始まっており、町内路線でも乗客数が減少していった。サロマ湖観光線は観光客の団体観光やレンタカー観光への転換等の煽りを受けて僅か2シーズンの運行で廃止されたほか、佐常線は並行する国鉄湧網線に仮乗降場がいくつか設置されたこともあって安価な鉄道に乗客が流れた影響を受けて1967年（昭和42年）5月17日に佐呂間 - 浜佐呂間間が廃止され、北見循環線も消滅している。北見バスでは生活交通路線を多く抱え、運行全エリアで半ば一方的に過疎路線の統合や廃止に踏み切り、典型的な過疎路線であった若佐線は1966年（昭和41年）12月14日に、栃木線は1968年（昭和43年）3月23日に廃止された。佐常線の浜佐呂間 - 常呂間は1971年（昭和46年）10月10日に廃止され常呂町営バス（現・北見市営バス）に代替されたが、常呂町内の北見バス栄浦線（常呂 - 栄浦）が1974年（昭和49年）4月10日に廃止となり、同日より栄浦線の代替も兼ねて運行経路を変更したため、佐呂間町には乗り入れなくなっている。

### 具体化から町営バス運行開始
町では1965年（昭和40年）より順次中学校の統合が行われた。若里、知来、仁倉地域の生徒が佐呂間中学校通学の足とするのは湧網線であったが、知来・仁倉方面からと若里方面からでは佐呂間駅到着時刻に差があり、始業時刻の調整が必要となっていた。これを解消すべく列車時刻の調整を国鉄に陳情したが、他市町との兼ね合いや列車の接続等があるため、いち町の通学のために調整されることは無かった。町では若里方面からの列車到着時刻に合わせて始業時間の繰り下げを行ったが、今度は放課後の掃除当番や部活動に支障が出ることとなった。次は富武士線を若里へ延長させるため北見バスに陳情したが、不採算路線の整理を進めている最中でもあったことから、採算が取れる見込みが無いということで断られた。
PTAや地域住民からはスクールバス運行の強い要望が出されるに至り、町では地域住民の足確保という面からも検討を重ね、町営バスの運行を決断した。新規の路線であるため一般乗合旅客自動車運送事業 での申請となり、かつて若佐に乗り入れていた湧別町営バスの例を参考に申請を行ったが、審査が厳しく何度も却下された。その都度手直しを重ねてようやく認可され佐呂間町営バスが誕生。9月24日より若里線（佐呂間 - 中学校 - 高校 - 北会館 - 若里小学校 - 床丹駅 - トカロチ浜 - 富武士浜）の運行が開始された。
初年度は当初の予想通り150万円の赤字となり、これをいかに埋めていくかが課題となった。そこで、富武士線を町営バスで運行すべく北見バスに路線廃止を求めることとなった。北見バスは当初難色を示したものの、1971年（昭和46年）6月21日に富武士線を廃止。同時に町営バスが引き継ぎ、佐呂間 - 若里 - 富武士 - 佐呂間の循環線に変更した。1977年（昭和52年）4月1日より富武士線を浜佐呂間駅前まで延長の上で浜佐呂間線（佐呂間 - 北会館 - 富武士浜 - 浪速 - 幌岩 - 浜佐呂間）とし両線循環線を廃止。1978年（昭和53年）8月18日より若里線は大和地域へ延長（佐呂間 - 北会館 - 大和 - 若里 - 床丹 - 富武士浜）。北見バスの町関連路線は遠佐線と佐呂間線の2路線となり、富武士線廃止からちょうど2年後の1973年（昭和48年）6月21日に佐呂間営業所を廃止した。

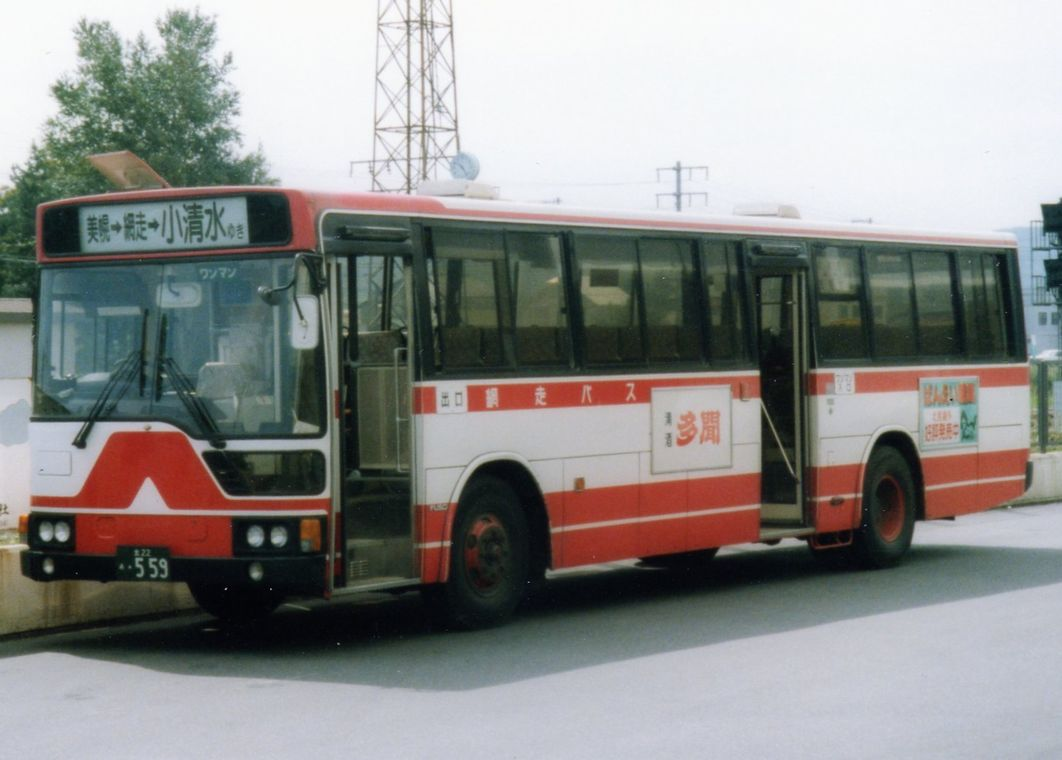
湧網線バス代行初代車両

1987年（昭和62年）には国鉄湧網線が廃止され、網走バスによるバス代行が開始された。町においては佐呂間を中心とした運行系統も設定され運行便数も増えるなど利便性は向上。多くの区間で重複する若里線は代行バス運行開始と同時に廃止した。代行バスは浜佐呂間から幌岩・富武士を経由する直行便が設定され、この区間で浜佐呂間線と重複したが路線短縮などは行われていない。また、乗客減少などにより赤字が拡大し一般会計からの持ち出しが増えていたことなどから、若里線廃止を機に利益追求が求められる一般乗合旅客自動車運送事業での運営を廃し、いわゆる80条バスでの運営に切り替えられた。同一者間での引き継ぎというあまり類を見ない形態で移行が行われ、新たな町営バス事業が開始された。利用者側からはバスのナンバープレートの色が事業用の青色から自家用の白色に変わった程度の変化である。

### 路線網抜本再編、ふれあいバス運行へ
町では2006年（平成18年）より小学校の統合を行い、閉校となった地域にはスクールバスを運行する。一方で町に乗り入れる民間事業者には路線維持のための経費負担を行っている。スクールバスの多くは民間路線と重複し、二重経費となるなど全体的に非効率的な面があることから、これらを改善すべく2008年（平成20年）に「佐呂間町ふれあいバス」計画が発表された
計画では民間・町営の路線を全廃し新たに一般客も乗車できるスクールバスを運行するもので、町内線6系統と北見市と遠軽町への町外線を運行することとした。民間事業者への経費負担は2009年度限りでの取り止めを表明しており、これを受けた網走バスと北海道北見バスは2010年（平成22年）10月1日付で湧網線バス代行、遠佐線、佐呂間線の廃止を表明。計画の通りに民間・町営のバス路線は廃止され、同日よりふれあいバスの運行を開始した
町民の利便性を目的にしたものであるが、町内線は日曜、町外線は加えて土曜日・祝日も運休となるため、公共交通機関を使って他市町村と行き来ができない日が発生する。これを防ぐ目的で、国道333号を運行ルートとし若佐を通過する高速バス「イーグルライナー」（斜里バス、北海道中央バス）の停車依頼を町が行い、一足早く2009年（平成21年）10月1日より「佐呂間町若佐」停留所が新設され札幌市と結ばれている

### 佐呂間町内バス路線の沿革
- 1948年（昭和23年）4月1日 - 佐呂間村から若佐村が分村。
- 1949年（昭和24年）～1963年（昭和38年） - 北見バスなどによる戦時中休止路線の復活や新路線開設が相次ぐ。
- 1953年（昭和28年）4月1日 - 佐呂間村が町制施行
- 1956年（昭和31年）9月30日 - 若佐村と佐呂間町が合併して佐呂間町を新設。
- 1965年（昭和40年） - 佐呂間町内中学校の統廃合開始。
- 1966年（昭和41年）～1968年（昭和43年） - 北見バスが若佐線、佐常線の佐呂間 - 浜佐呂間間、栃木線を相次いで廃止。
- 1970年（昭和45年）
  - 9月3日 - 佐呂間町、一般乗合旅客自動車運送事業認可。
  - 9月24日 - 佐呂間町営バス若里線運行開始。
- 1971年（昭和46年）6月21日 - 北見バスの運行していた富武士線を町営化。両線循環運行開始。
- 1974年（昭和49年）4月10日 - 北見バス栄浦線（常呂 - 栄浦）が廃止され、常呂町営バスに統合。
- 1977年（昭和52年） - 富武士線を浜佐呂間駅前まで延長し浜佐呂間線に改称。両線循環運行廃止。
- 1978年（昭和53年）8月18日 - 若里線、大和地域に延長。
- 1987年（昭和62年）3月20日 - 国鉄湧網線、佐呂間町営バス若里線が廃止され、網走バスがバス代行を開始[14]。 佐呂間町、一般乗合旅客自動車運送事業を廃止し、浜佐呂間線を80条バスの形で運行継続。
- 2006年（平成18年） - 佐呂間町内小学校の統廃合開始により、スクールバスの運行を開始。
- 2009年（平成21年）10月1日 - 高速バス「イーグルライナー」が佐呂間町若佐に停車開始[22]。
- 2010年（平成22年）10月1日 - 網走バス湧網線、北海道北見バス遠佐線、佐呂間線および佐呂間町営バスが廃止。佐呂間町ふれあいバス運行開始[19]。

## 所管部署
ふれあいバス運行室
北海道常呂郡佐呂間町永代町3-1 佐呂間町役場
- 町内路線は教育委員会管理課総務係、町外路線は町民課住民活動係と担当が分かれているが、問い合せ先を一本化するため町民課内に新たに設立された部署である。

バス案内所
北海道常呂郡佐呂間町幸町65-3 佐呂間町バスターミナル
運行業務をサロマ総合管理協同組合に委託する。

## 路線

### 町内路線
スクールバスのため、学校の登下校の時間帯に合わせた運行となっている。6路線が設定されており、各方面登校便1便、下校便3便を基本としたダイヤ構成となっている。市街地や危険箇所などを除きフリー乗降制を採用。日曜・年末年始は全便運休、学校の長期休暇期間は下校便3は予約制となる。町内路線は佐呂間町ふれあいバスとして運行開始以後、誰でも無料で利用可能となっている。
スクールバスのため個人宅前等細い道にも入る経路となっているが一部区間は利用者がいなければ通過する。登校便と下校便では経路や停車順が異なる。また、これまでダイヤ改正の度に細かい経路の変更が行われている。
2021年時点の経路は以下の通り。富武士線と浜佐呂間線はいずれも市街地 - 富武士 - 浜佐呂間を大きく循環する路線で、登校便は富武士線：左回り、浜佐呂間線：右回り、下校便はその逆経路で運行されるが一部経路が異なる。
若里・トカロチ浜線（スクール1号）
バスターミナル - 北会館 - 農協旧富武士支所前 - 富武士浜 - トカロチ浜 - 名雪宅 - 本間水産 - 床丹 - 旧若里小学校 - 北会館 - バスターミナル
知来・仁倉線（スクール2号）
バスターミナル - 知来公民館 - 海老名宅 -  仁倉市街 - 仁倉9線 - 旧知来小学校 - 知来23号 - バスターミナル
大成・共立線（スクール3号）
バスターミナル - 遠信若佐 - 若佐小学校 - 栄 - 共立12線 - 共立53号入口 - 加藤宅 - 栄 - 若佐小学校 - 若佐遠信 - バスターミナル
栃木線（スクール4号）
バスターミナル - 遠信若佐 - 栃木15線 - 栃木23線 - 川西公民館 - 若佐小学校 - 富丘35号 - 富丘34号 - バスターミナル
富武士線（スクール5号）
バスターミナル - 知来公民館 - 仁倉市街入口 - 浜佐呂間 - 旧幌岩小学校 - 富武士浜 - 農協旧富武士支所 - バスターミナル
浜佐呂間線（スクール6号）
バスターミナル - 北会館 - 旧富武士保育所入口 - キムアネップ入口 - 杉森宅 - 浜佐呂間 - 仁倉市街入口 - 知来公民館 - バスターミナル

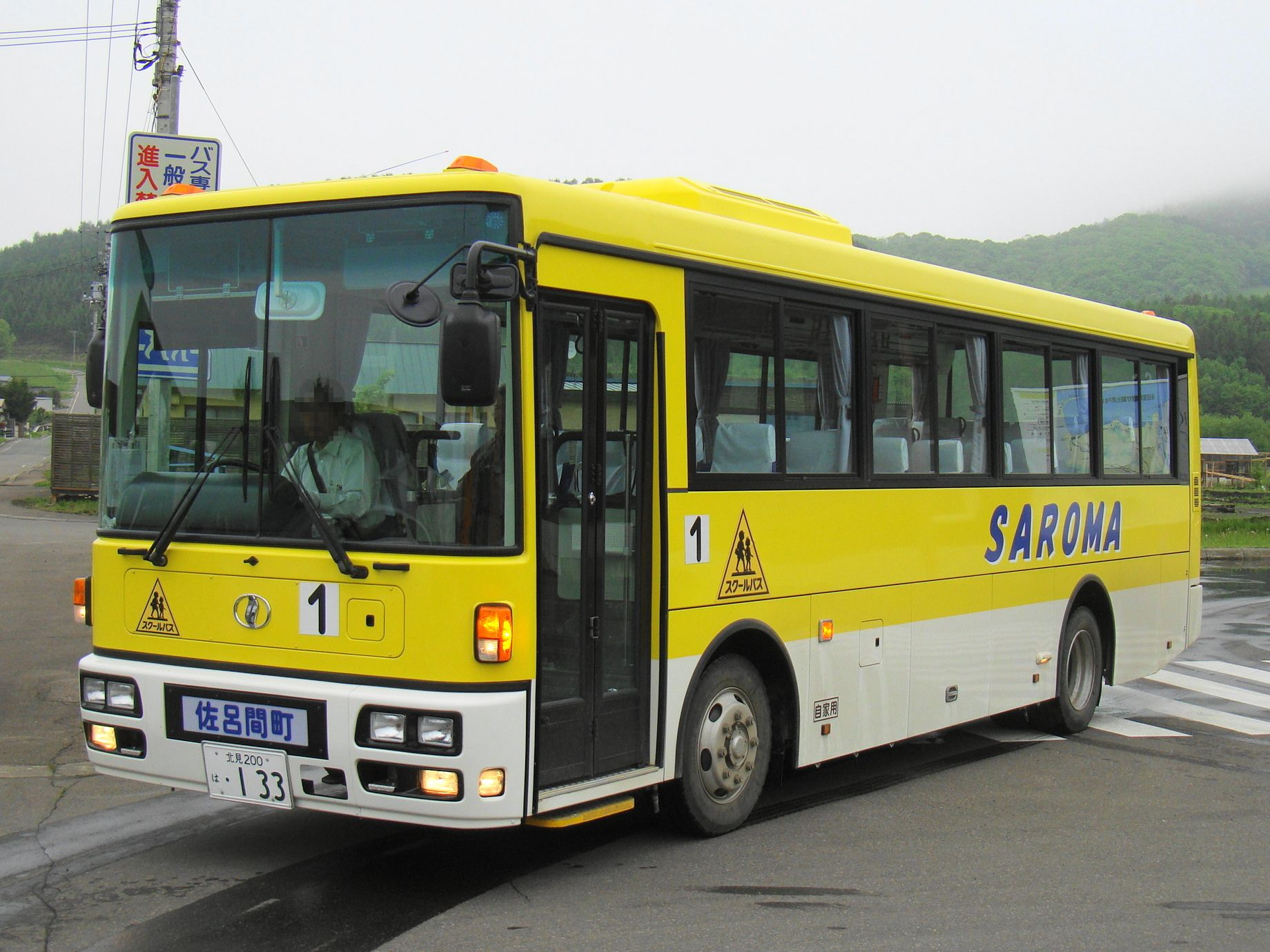
若里・トカロチ浜線は黄色
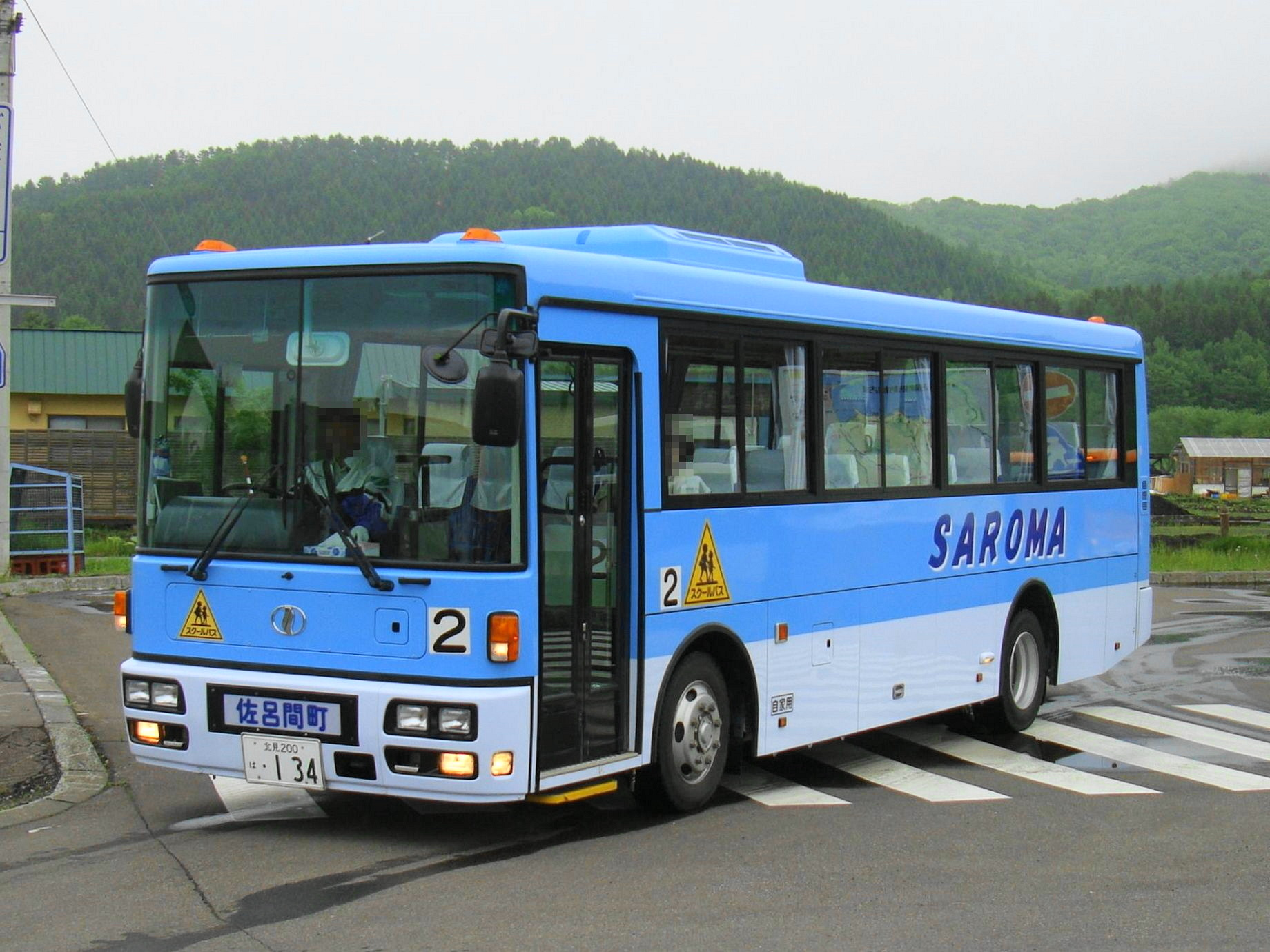
知来・仁倉線は青色
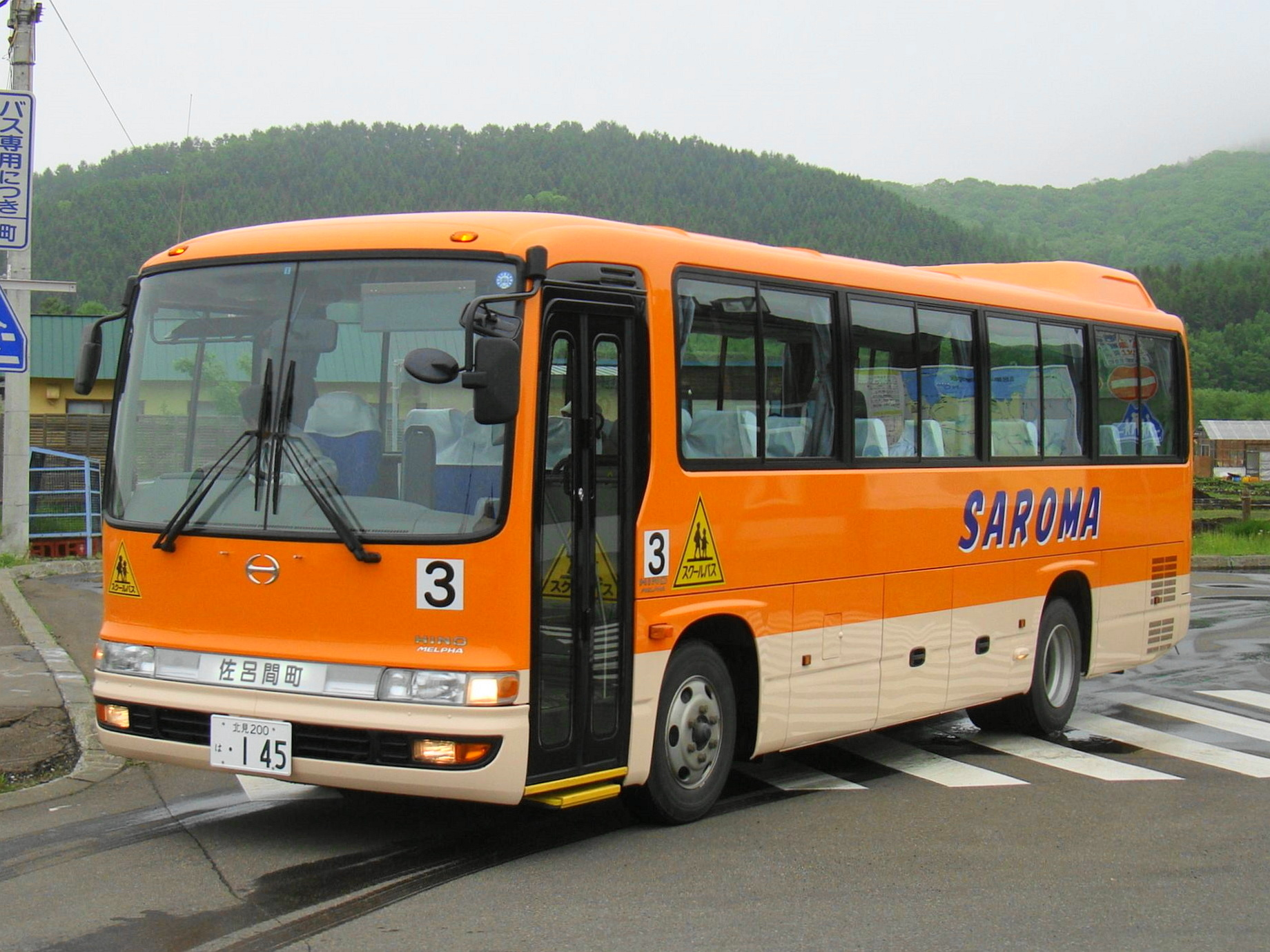
大成・共立線は橙色
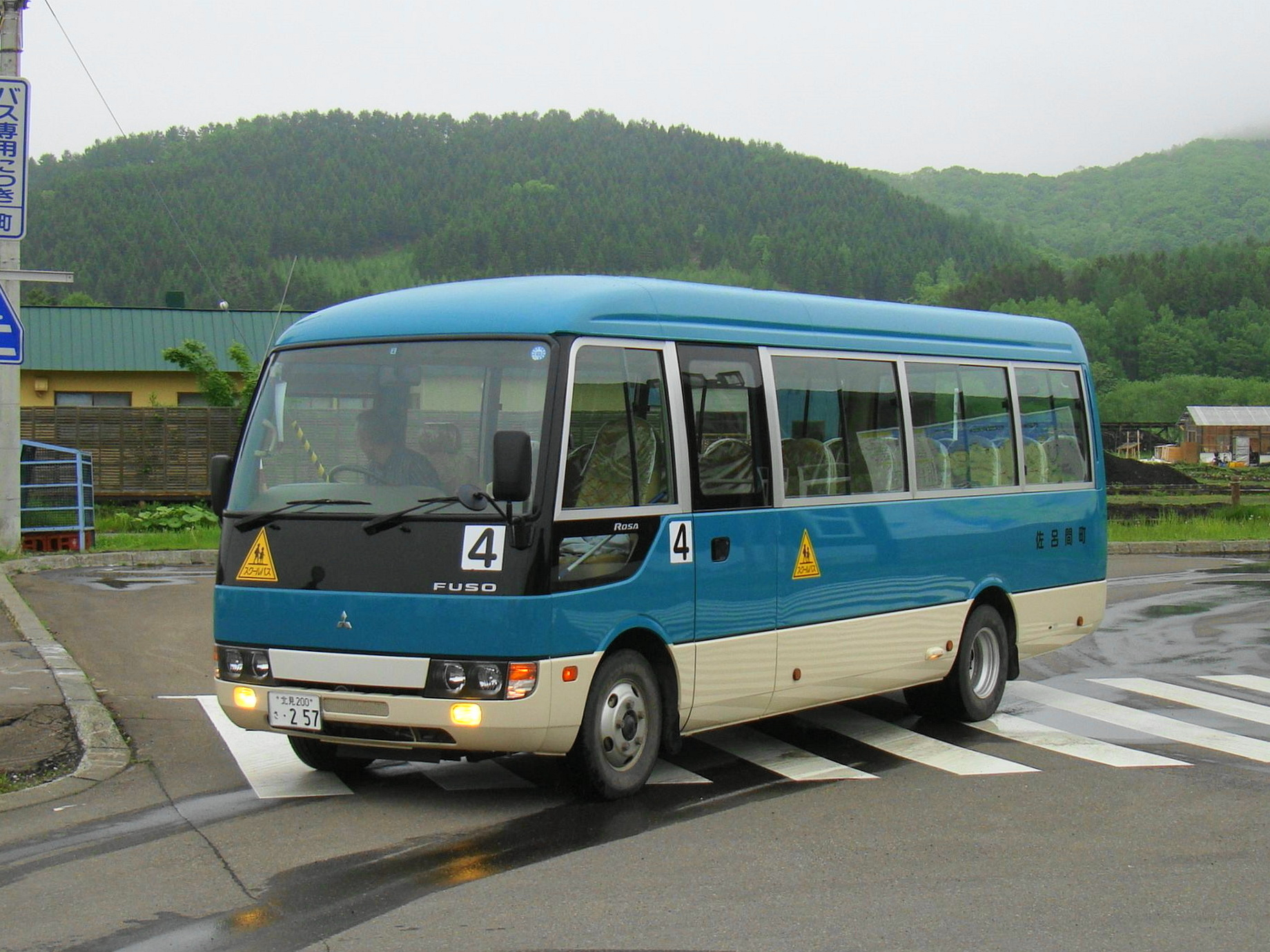
栃木線は緑色
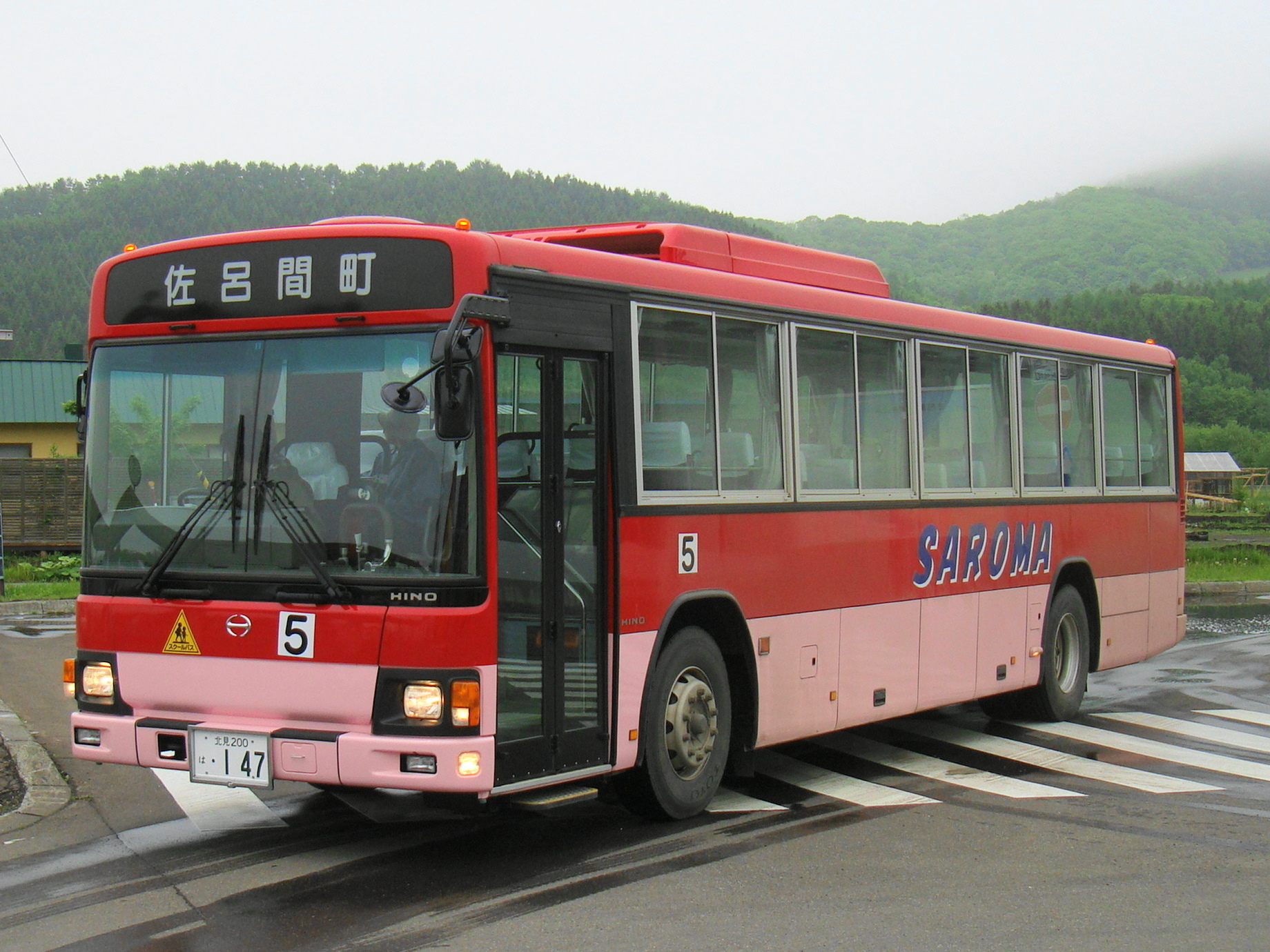
富武士線は赤色
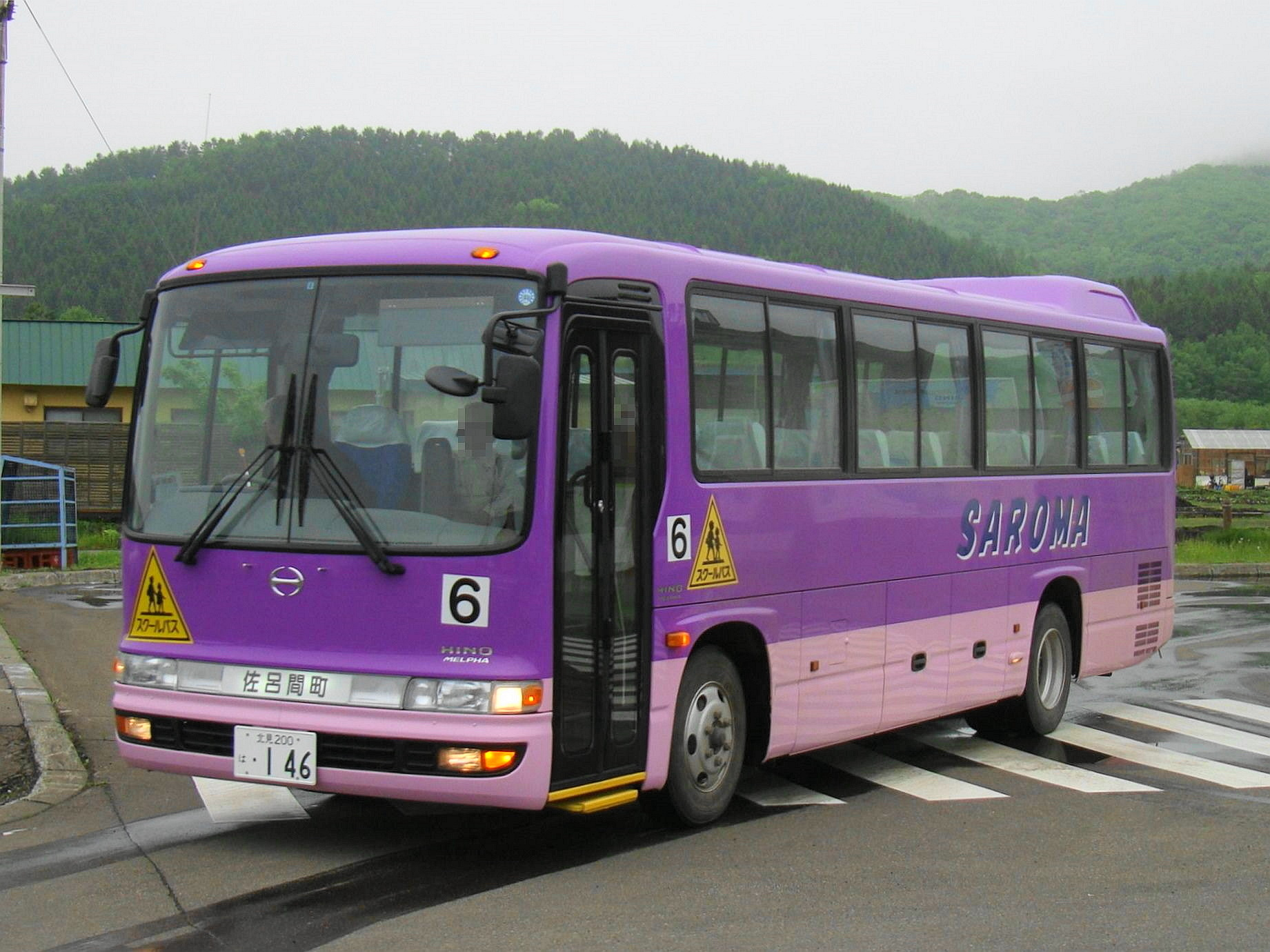
浜佐呂間線は紫色
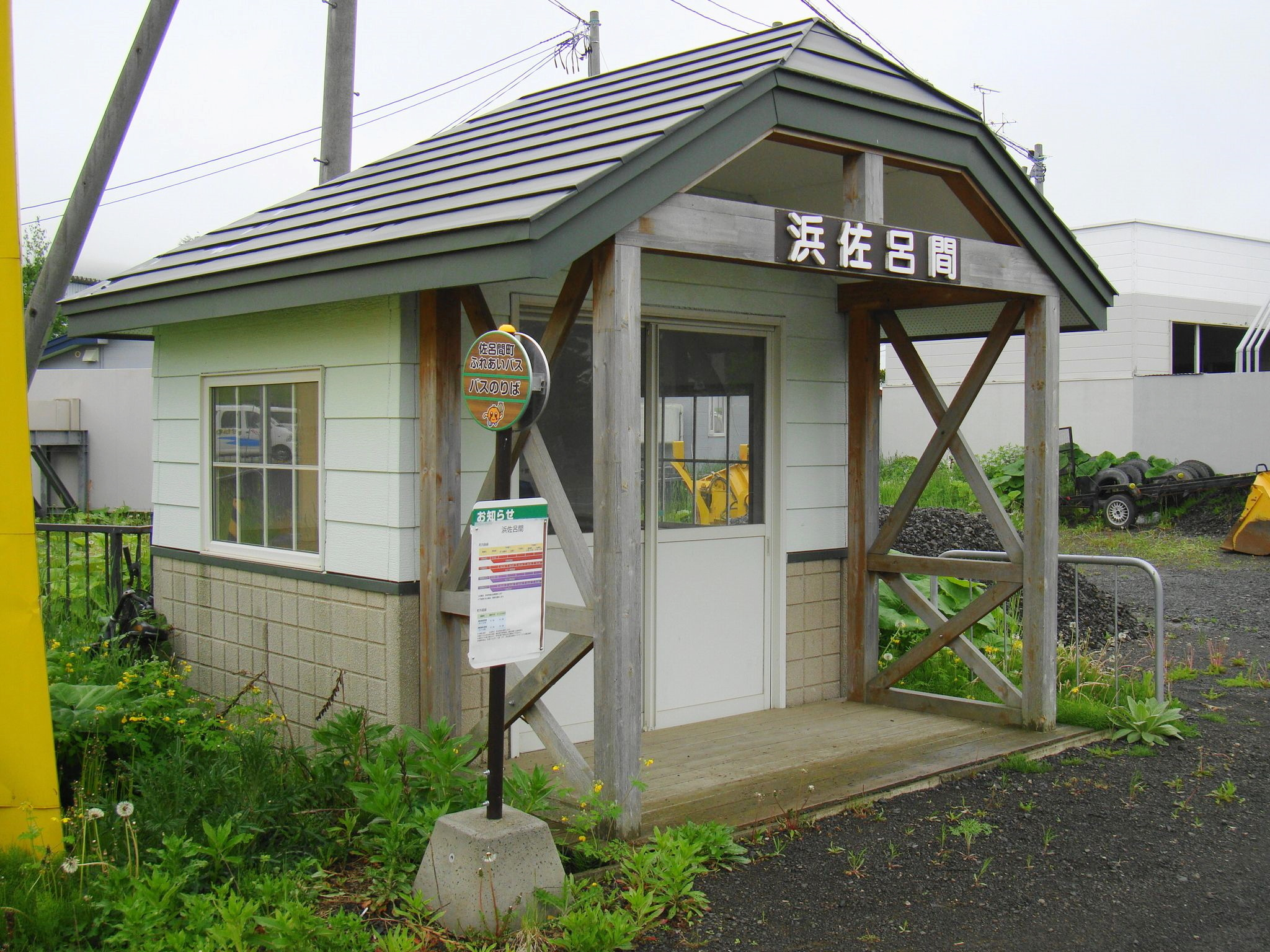
一部に設置される町内停留所

### 町外路線
町内はフリー乗降で利用できるが、町外は停留所以外での乗降はできない。各路線で運行曜日が決まっているほか、祝日と年末年始は運休となる。
運賃は利用区間にかかわらず1乗車500円。ただし網走線の佐呂間町内 - 常呂間は無料。小学生・障がい者の運賃は半額ではなく200円となる。
2012年9月1日に北見線を「道東脳神経外科病院」経由に変更。また、遠軽線も後に「遠軽共立病院」「遠軽やまぐち眼科」「遠軽木楽館」停留所が追加設置されている。
遠軽線
バスターミナル - 若佐 - 栄 - 大成 - 遠軽木楽館 - 遠軽やまぐち眼科 - 遠軽共立病院 - 遠軽厚生病院（月曜・水曜・金曜運行）
北見線
バスターミナル - 若佐 - 中園 - 栃木 - 道東脳神経外科病院 - 北見赤十字病院（火曜・木曜運行）
網走線
バスターミナル - 知来 - 仁倉 - 浜佐呂間 - 常呂厚生病院 - 網走厚生病院 - 網走向陽ケ丘病院（水曜運行）
- 網走に向かう乗客がいない場合は常呂までの往復運行となる。

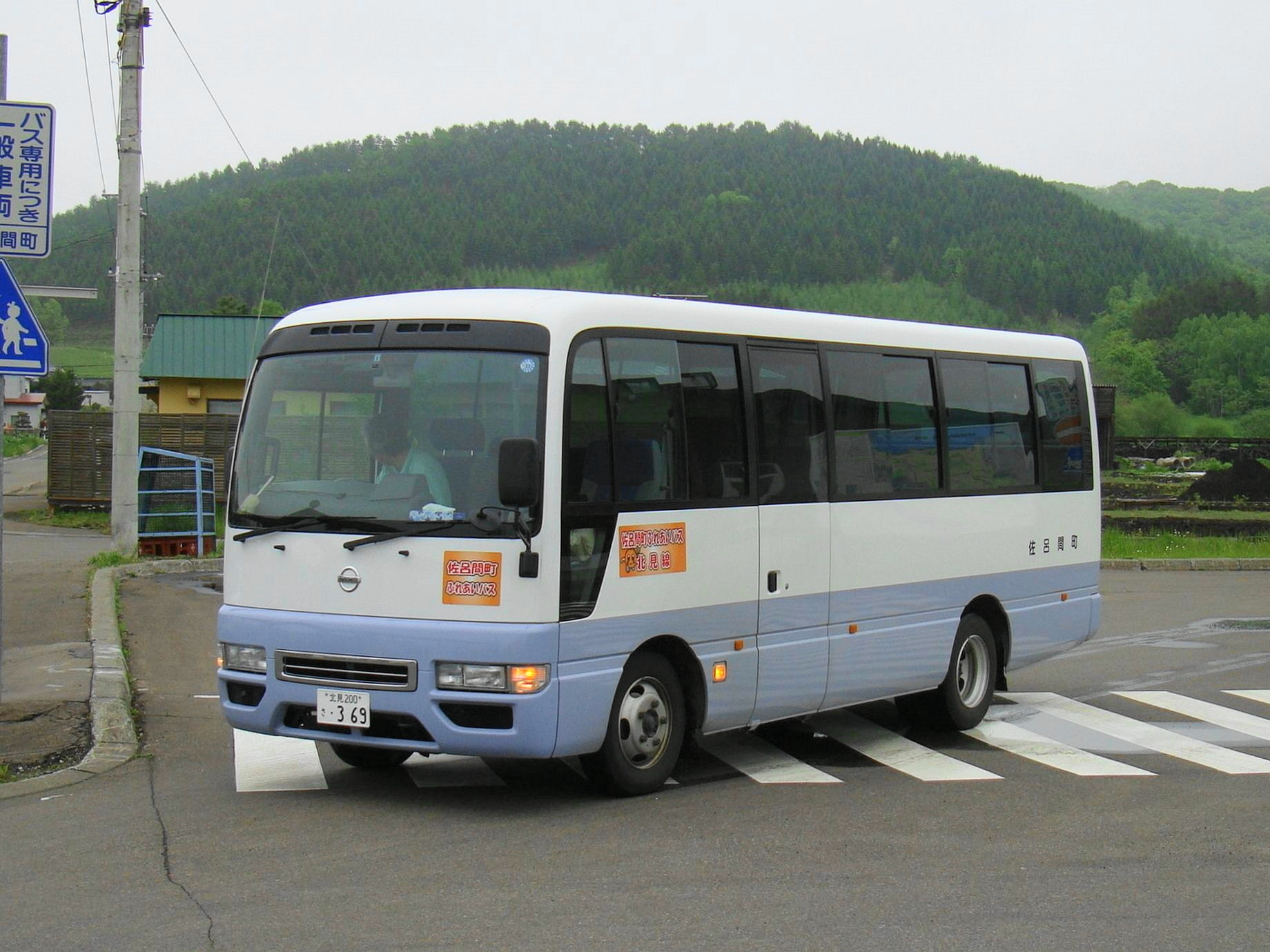
町外路線の車両
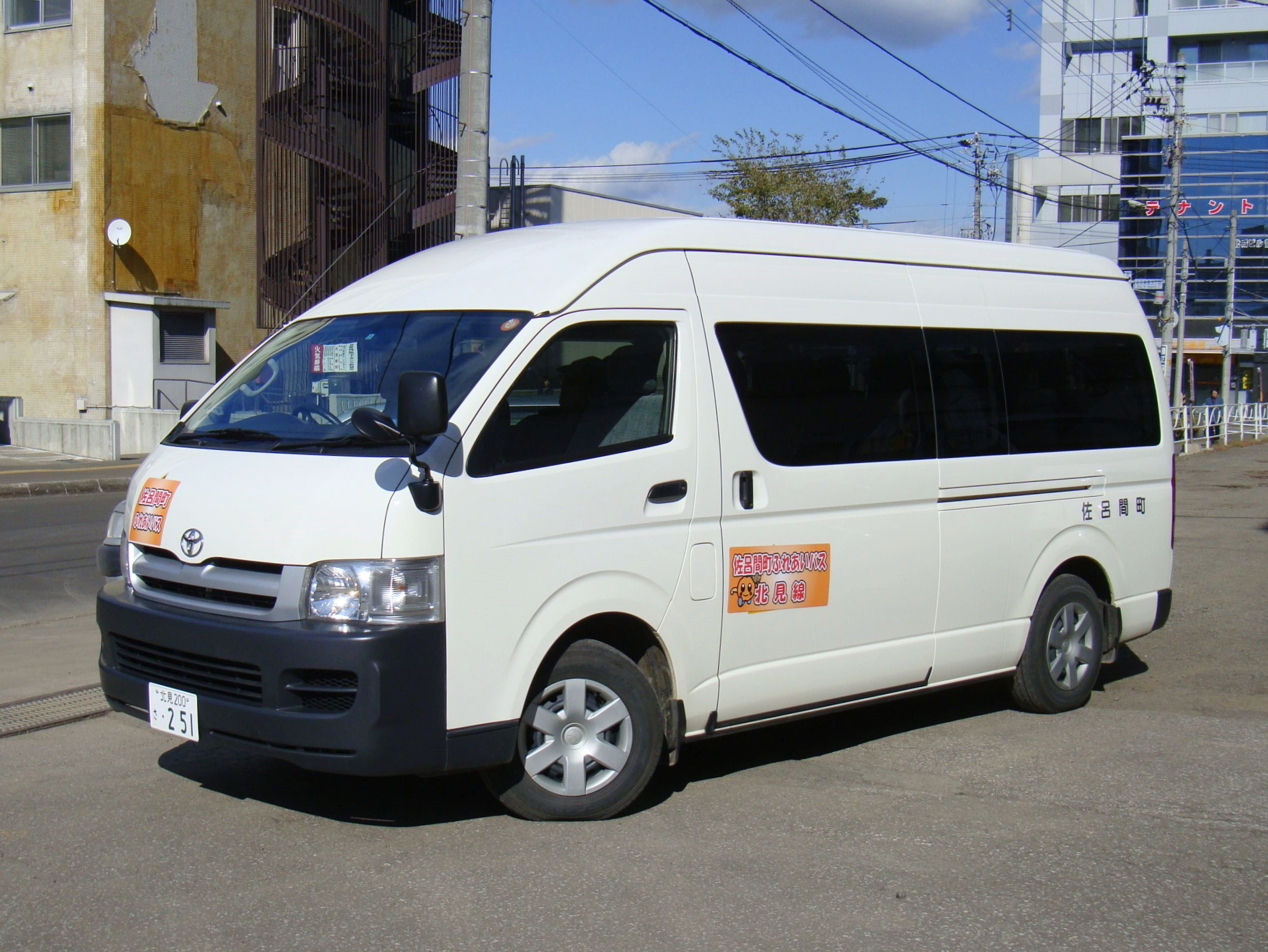
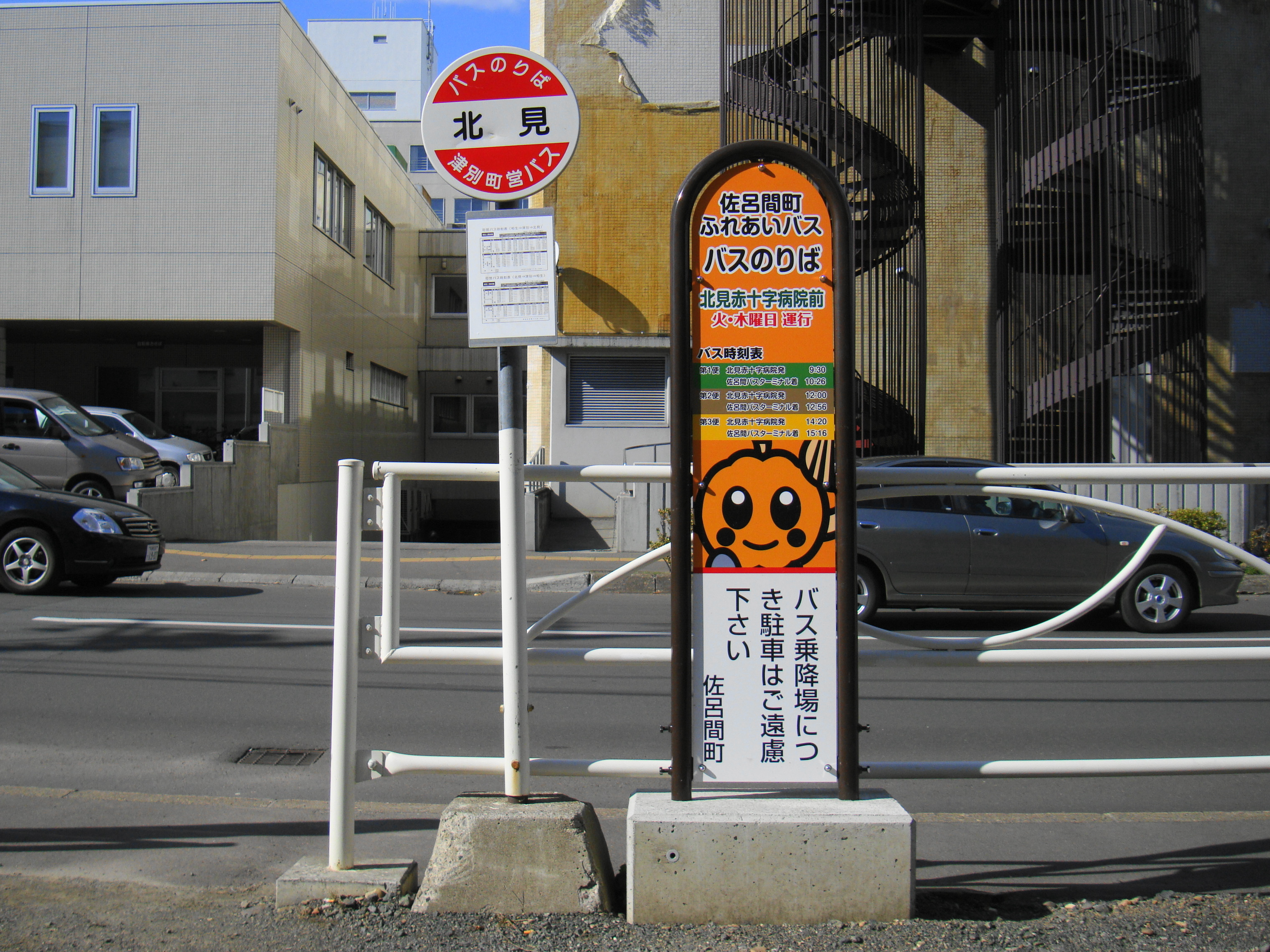
町外停留所（北見）

### 廃止された町営バス路線
浜佐呂間線
佐呂間 - 高校前 - 北会館前 - トカロチ入口 - （トカロチ浜 - ）富武士浜 - 佐呂間湖畔 - 幌岩学校前 - 浜佐呂間
若里線
佐呂間 - 高校前 - 北会館前 - 若里小学校 - 床丹 - 浜床丹
栃木線
若佐消防コミセン前 - 中園13線 - 栃木18線 - 栃木23線（従前から一般乗車が可能であったスクールバス）